# برستون كاربنتر
برستون كاربنتر (بالإنجليزية: Preston Carpenter)‏ هو لاعب كرة قدم أمريكية أمريكي، ولد في 24 يناير 1934 في هياتي في الولايات المتحدة، وتوفي في 30 يونيو 2011 في تلسا في الولايات المتحدة.

## وصلات خارجية
- برستون كاربنتر على موقع مرجع كرة القدم المحترفة.كوم (الإنجليزية)